# Asplénie

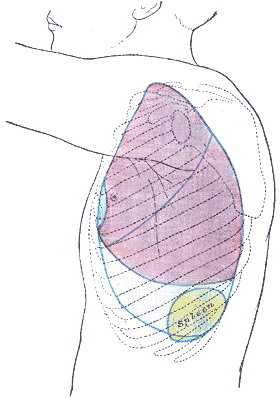
Vue latérale du thorax, montrant l'emplacement de la rate (vert), du poumon (violet) et de la plèvre (bleu). Traduction de Spleen : Rate.

Une asplénie est une absence de rate fonctionnelle. Dans un degré moindre, on parle d'« hyposplénie ». L'adjectif en rapport est « asplénique ».

## Épidémiologie
Près d'un million d'Américains sont aspléniques, dont 10 % de drépanocytaire.

## Causes
L'asplénie est rarement congénitale.
Elle est très souvent secondaire à une splénectomie, quelle que soit la raison de l'intervention (traumatisme ou cause hématologique). Elle peut être fonctionnelle, l'organe étant présent mais fonctionnant mal, à la suite d'infarctus multiples comme lors d'une drépanocytose.

## Conséquences
Les principales complications de l'asplénisme sont :
- infectieuses : il existe un risque d'infections bactériennes très sévères, avec une mortalité restant supérieure à 50 %[1]. Les germes les plus souvent en cause sont en premier lieu le pneumocoque[4], puis les méningocoques et l'Haemophilus influenzae. L'incidence annuelle est de l'ordre de 3 % (mais les statistiques datent d'avant l'apparition de la vaccination antipneumococcique), avec une mortalité presque double chez l'enfant[5]. À noter qu'il existe aussi un risque de paludisme grave en cas d'infection. Elle rend également très vulnérable à la babésiose.
- thrombotiques : on peut observer une élévation très importante des plaquettes (thrombocytose avec augmentation du risque de thrombose).

## Prise en charge
Les infections doivent être prévenues par la vaccination anti-pneumocoques qui doit être réalisée avant la splénectomie et ensuite répétée tous les 4 à 5 ans. Cette vaccination a permis de réduire de manière drastique le nombre d'infections à ce germe.
Une prise d'antibiotique (pénicilline G ou amoxicilline) journalière pendant plusieurs années est classiquement proposée chez l'asplénique de moins de cinq ans mais sa place par rapport à la vaccination n'est pas établie Un traitement par antibiotiques à spectre plus large est proposé en cas d'épisode infectieux.
Si la prise en charge est adaptée, le risque infectieux devient très faible mais il ne sera jamais nul et persistera toute la vie.